# 鳳凰座ψ
鳳凰座ψ，又名CD-46 552，HD 11695、SAO 215696、HR 555，是鳳凰座的一颗恒星，视星等为4.41，位于銀經274.35，銀緯-67.22，其B1900.0坐标为赤經1h 49m 38.2s，赤緯-46° -67.22′ 32″。